# 633 Zelima
633 Zelima eller 1907 ZM är en asteroid i huvudbältet, som upptäcktes 12 maj 1907 av den tyska astronomen August Kopff i Heidelberg. Ursprunget till namnet är okänt.
Asteroiden har en diameter på ungefär 33 kilometer och tillhör asteroidgruppen Eos.